# Metal Slug: Collection
Metal Slug: Colección PC es la compilación de la serie Metal Slug , desarrollada por SNK Playmore y publicado por DHM interactive , disponible en PC desde 2009.
Esta compilación contiene los juegos Metal Slug, Metal Slug 2, Metal Slug X, Metal Slug 3, Metal Slug 4, Metal Slug 5 y Metal Slug 6 .
En PS2, PSP y WII se encuentra una compilación muy similar a esta que se llama Metal Slug Anthology

## Sistema de juego
Metal Slug es un juego de plataformas en 2D : el jugador se puede mover de izquierda a derecha en niveles explosivos.El jugador debe disparar en ráfaga al enemigo y hacer su camino en estos niveles.